# Bandiera dell'Antartide
La bandiera dell'Antartide è il vessillo proposto per rappresentare il continente antartico.

## Storia
Non essendo una entità statale indipendente ma un condominio esercitato da diverse nazioni, l'Antartide non possiede una vera e propria bandiera che sia riconosciuta come ufficiale. L'Organizzazione del trattato Antartico ha adottato nel 2002 una sua propria bandiera a partire dall'emblema in uso sui documenti ufficiali sin dal 1961, ma nonostante ciò sono stati proposti diversi altri disegni non ufficiali.

## Bandiera del trattato Antartico

Bandiera del trattato Antartico, adottata ufficialmente nel 2002.

Adottato ufficialmente solo nel 2002, lo stemma dell'Organizzazione del trattato Antartico, che rappresenta la sagoma del continente antartico in bianco, circondata da uno sfondo blu scuro e al cui centro compare una raggera rappresentante la latitudine e la longitudine del Polo sud, situato al centro, è stato utilizzato nei documenti ufficiali ad esso legati in via informale sin dal 1961. Concepito originariamente come emblema, ne è stato autorizzato l'utilizzo come vera e propria bandiera.
È da notare come la bandiera non intenda rappresentare l'Antartide nella sua interezza, ma solamente l'organizzazione del trattato.

## Altre bandiere utilizzate e proposte

### Bandiera bianca (1929)

Vessillo originale utilizzato dalla RRS Discovery, conservato al National Maritime Museum di Greenwich.

Nel 1929, i membri della spedizione di ricerca antartica britannica australiana e neozelandese a bordo della RRS Discovery usarono dei lenzuoli di cotone bianco per improvvisare una bandiera di cortesia (una bandiera usata in segno di rispetto dalle navi quando si trovano in acque straniere) per un continente al tempo privo di una propria bandiera. Il vessillo, non da considerarsi ufficiale, si trova ora al National Maritime Museum di Greenwich (Londra). La bandiera bianca fu usata per rappresentare l'Antartide in almeno altre due occasioni durante il viaggio della spedizione. Il 1º agosto 1929, il Times annotò che "la nave sventolava la Union Jack a prua, la bandiera antartica bianca a prua e la bandiera australiana a poppa".

### Whitney Smith (1978)

La bandiera disegnata da Whitney Smith.

Nel 1978 il disegnatore Whitney Smith propose una nuova bandiera da utilizzare per rappresentare il continente antartico ad un raduno dell'Associazione Nordamericana di Vessillologia. Smith optò per un colore ad alta visibilità per lo sfondo del suo disegno, l'arancione (è il colore internazionale di soccorso, la bandiera inoltre contrasta molto con la neve e, per evitare confusione, è diversa da qualunque altra bandiera della Terra). L'emblema è formato da diversi componenti: la lettera A sta per Antartide, il segmento inferiore del globo rappresenta la posizione dell'Antartide sulla Terra (in accordo con la moderna convenzione di disegnare le mappe con il nord in alto), le due mani che reggono il segmento di globo rappresentano la pace tra gli uomini e la protezione del delicato ecosistema antartico. L'emblema è bianco per rappresentare la neve e il ghiaccio antartici ed è spostato verso il pennone per mantenere la sua integrità quando la bandiera si logora a causa dei forti venti del continente (quando c'è molto vento la parte più lontana dal pennone si sfilaccia più facilmente di quella più vicina). Comunque non sembra che sia mai stata fabbricata o usata, nonostante sia raffigurata in alcuni atlanti.

### Graham Bartram (1996)

La bandiera disegnata da Graham Bartram.

Nel 1996 il disegnatore Graham Bartram ha proposto un nuovo vessillo per l'Antartide, da utilizzare in un software di atlante informatico rilasciato in quell'anno. Prendendo a modello i colori della bandiera delle Nazioni Unite, il vessillo mostra al centro una mappa bianca del continente su uno sfondo azzurro che simboleggia la neutralità (Bartram era consapevole della sovrapposizione delle rivendicazioni territoriali di Regno Unito, Cile e Argentina quando disegnò la bandiera). Questa bandiera ha effettivamente sventolato nel continente antartico nel 2002 quando Ted Kaye, editore di Raven, il giornale accademico dell'Associazione Nordamericana di Vessillologia, portò diverse copie in grandezza naturale della bandiera in una crociera in Antartide. Nelle basi brasiliane, ucraine e britanniche questa bandiera sventola sui pennoni, rendendo ufficiale il suo innalzamento. Graham Bartram ha presentato uno studio (Bandiere sull'Antartide) dove descriveva il primo innalzamento della bandiera di Bartram sull'Antartide a Stoccolma nel 2003 al 20º Congresso internazionale di vessillologia. La popolarità del vessillo è confermata dal suo utilizzo come emoji per rappresentare l'Antartide, supportato dalla maggior parte delle piattaforme.
Nel 2024 lo stesso Bartram ha patrocinato un restyling della bandiera da lui proposta, modificando la sagoma del continente e sostituendola con una serie di punti colorati, a rappresentare la presenza delle microplastiche nell'ecosistema antartico.

### PropostaTrue South(2018)

La bandiera True South, proposta nel 2018.

Nel 2018 il disegno per una nuova bandiera antartica venne proposto da E. Townsend, un lavoratore impiegato presso una base di ricerca. La bandiera prende il nome di True South (lett. "vero sud") ed è suddivisa longitudinalmente in due strisce bianche e blu, a rappresentare le lunghe giornate e le notti antartiche. Al centro, un elemento di forma romboidale bianco punta verso l'alto, e simboleggia le montagne ghiacciate del continente. Un secondo elemento a forma di freccia punta verso il basso, e rappresenta tanto l'ombra della montagna quanto una bussola puntata verso sud, punto cardinale associato all'Antartide. Insieme, le due forme centrali richiamano un diamante, che simboleggia la speranza che l'Antartide continui a essere un centro di pace, scoperta e cooperazione.
Il vessillo, sebbene mai dichiarato ufficiale, ha acquisito una certa notorietà dopo la sua creazione, ed è stato utilizzato in via informale da diverse organizzazioni non governative e programmi di ricerca attivi nel continente, tanto da essere usato nel segnale posto nel 2022 a contrassegno del Polo sud geografico.

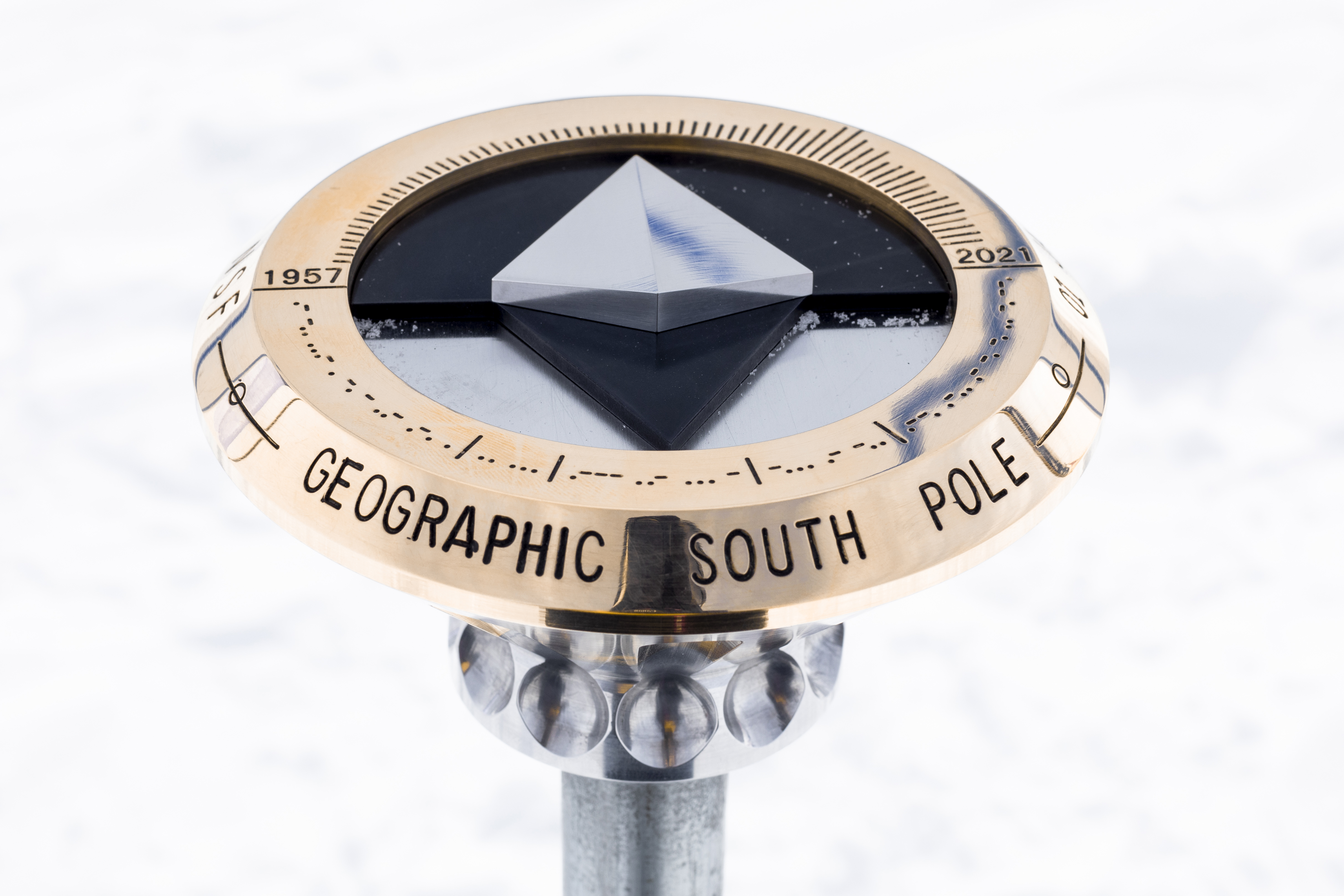
Il contrassegno del Polo Sud geografico, raffigurante la bandiera True South.

## Bandiere territoriali
Le nazioni del Trattato Antartico usano le loro bandiere nazionali nelle rispettive stazioni di ricerca. Alcune nazioni hanno comunque adottato bandiere specifiche per i loro possedimenti antartici.

### Territorio Antartico del Regno Unito

La bandiera del Territorio Antartico Britannico.

La bandiera del Territorio Antartico Britannico è un defacimento della White Ensign britannica con l'aggiunta dello stemma del territorio.
Altre colonie britanniche nella regione antartica sono le isole Falkland e la Georgia del Sud e Isole Sandwich Australi, che hanno una propria bandiera.

### Terre Australi e Antartiche Francesi

La bandiera delle Terre Australi e Antartiche Francesi

La bandiera dell'amministratore (commissario) dei Terre Australi e Antartiche Francesi, che include le rivendicazioni territoriali francesi in Antartide, ha la bandiera francese nel cantone e lo stemma del commissario.

### Provincia di Terra del Fuoco, Antartide e Isole dell'Atlantico del Sud

La bandiera della provincia di Terra del Fuoco, Antartide e Isole dell'Atlantico del Sud.

La provincia argentina della Terra del Fuoco, Antartide e Isole dell'Atlantico del Sud include le rivendicazioni territoriali argentine in Antartide (da 25° O a 74° O). La bandiera fu adottata nel 1999 come risultato di una gara e rappresenta un uccello antartico e la Croce del Sud, posti su uno sfondo bicolore arancione e azzurro.

### Regione di Magellano e dell'Antartide Cilena

La bandiera della regione di Magellano e dell'Antartide Cilena.

La provincia Antartica Cilena nella regione di Magellano e dell'Antartide Cilena include le rivendicazioni territoriali cilene in Antartide (da 53° O a 90° O). Puerto Williams è la capitale della provincia, che include anche le isole a sud della Terra del Fuoco e di Capo Horn. La bandiera della Regione delle Magellane e dell'Antartide Cilena mostra la Croce del Sud sopra una catena di montagne di colore giallo, bordata di bianco, ed è stata adottata con legge ufficiale nel 1996.

### Dipendenza di Ross

La bandiera della dipendenza di Ross.

La dipendenza di Ross, la rivendicazione territoriale neozelandese in Antartide, usa la bandiera neozelandese, ma la bandiera del vessillologo James Dignan è stata vista sventolare lì una volta. La bandiera neozelandese è la base del suo disegno, sebbene egli rappresenti il Mare di Ross con uno sfondo azzurro e la Barriera di Ross con una striscia orizzontale alla base.